# 月野ゆりね
月野 ゆりね（つきの ゆりね、1973年1月24日 - ）は、日本のAV女優。LINX所属。

## 略歴
2023年9月、マドンナの専属女優としてAVデビュー。
2025年1月14日発売の作品をもってマドンナ専属を終了し、以降は企画単体女優として活動。

## 人物
千葉県出身。
子役として活動していた時期があり、テレビドラマ『3年B組金八先生』に出演した。
学生時代は初体験が早かったことからヤリマンと呼ばれ、経験人数は40人くらい。
AVデビューの理由は、刺激がほしかったから。

## 作品
◎はBD版発売作品

### アダルトDVD / BD
- あの大人気“学園ドラマ”に出演していた―。 元芸能人の人妻 月野ゆりね 42歳 AV DEBUT（9月26日、マドンナ）
- 元芸能人の人妻Madonna専属第2弾!!初ドラマ作品!! 卒業式の後に… 大人になった君へ義母からの贈り物―。（10月24日、マドンナ）
- 人妻秘書、汗と接吻に満ちた社長室中出し性交 知的な美貌と熟した色香… 美熟女の完成形。（11月28日、マドンナ）◎
- 妻には口が裂けても言えません、義母さんを孕ませてしまったなんて…。 ―1泊2日の温泉旅行で、我を忘れて中出ししまくった僕。―（12月26日、マドンナ）

- 「次はもっと我慢出来るでしょ…?」 超早漏の僕を搾り尽くす隣人妻の《搾精》射精管理―。（1月30日、マドンナ）
- 息子の友達の制御不能な絶倫交尾でイカされ続けて…（2月27日、マドンナ）
- 夫の身代わりになった高慢女上司、恥辱のクレーム対応―。 悪質男に固定バイブを強制されて謝罪と絶頂を繰り返す人妻―。（3月26日、マドンナ）
- 母をイジメっ子の同級生にNTRれたいじめられっ子の僕（4月23日、マドンナ）
- 高慢な女上司を視察旅行で飼い慣らす―。 ゆりねさんはダメ社員の中出し肉オナホ（5月28日、マドンナ）
- 永遠に終わらない、中出し輪姦の日々。（6月25日、マドンナ）
- 月野ゆりねMONROE衝撃移籍!! 最愛の女性を堕とすー。 “母の日”の記念旅行、二人きりの相部屋相姦（7月23日、マドンナ）
- 専属1周年記念 月野ゆりね 初緊縛作品!! 縄酔い人妻、苦痛を越えた快楽に溺れて…。（9月10日、マドンナ）
- 憧れの叔母に媚薬を盛り続けて10日後、ガンギマリ中出しハメ放題のアヘアヘ肉便器になった…。（10月8日、マドンナ）
- 月野ゆりね Madonna専属 『初』総集編 8時間（10月24日、マドンナ）※総集編
- PTA中出し不倫 家庭で空気扱いだった私が見つけた新しい居場所（11月12日、マドンナ）
- 「ムラムラしたらいつでも会いに来てね…」 童貞の僕が人妻ソープで筆下ろしを頼んだ嬢がなんと友達の母・ゆりねさん! 異次元の気持ち良さに、所かまわず夢中で中出ししまくった!（12月10日、マドンナ）

- 我が家は《僕専用》風俗ランド ソープ通いが激しい僕を見かねた母は様々な方法で溜め込んだ精子を奪ってきますー。（1月4日、マドンナ）
- 熟母 33 ～禁断の母子かけおちセックス～（3月11日、ながえスタイル）◎
- 近親相姦 五十路のお母さんに膣中出し（4月1日、ルビー）

### ネット配信
- 配信限定 マドンナ専属女優の『リアル』解禁。 MADOOOON!!!! 月野ゆりね ハメ撮り（2024年5月7日、マドンナ）

## 出演

### ラジオ
- ラジオのアナ〜ラジアナ（2024年1月18日,25日、FM NACK5） - 「深夜3時のヒロイン」コーナーに出演[6][7]

### YouTube
- 元3B,女優「月野ゆりね」金八出演中にヤリ○ン呼ばわり。保険外交員時代の枕営業。ハンコは事後?（2024年3月5日、はだかいっかん!）[8]
- ノーパン出演でこじみな困惑。金八出演の人妻女優「月野ゆりね」デビュー前の4Pに違和感なし!（2024年3月8日、はだかいっかん!）[9]

## 書籍 等

### 雑誌
- 週刊実話 2024年2月15日号（日本ジャーナル出版） - 袋とじ「最新芸能人AV4本番」
- 週刊実話 2024年10月24日号（日本ジャーナル出版） - グラビア「五十路の恥じらい」
- 週刊実話 2025年2月20日号（日本ジャーナル出版） - 袋とじ「五十路熟女の白下着」